# Ahnfeltiales
Ahnfeltiales C.A. Maggs & C.M. Pueschel, 1989, segundo o sistema de classificação de Hwan Su Yoon et al. (2006),  é o nome botânico de uma ordem de algas vermelhas pluricelulares da classe Florideophyceae, subfilo Rhodophytina.

## Táxons inferiores
Família: Ahnfeltiaceae C.A. Maggs & C.M. Pueschel, 1989
Gêneros: Ahnfeltia